# THE SORRY ON PARADE
THE SORRY ON PARADE（ザ・ソーリー・オン・パレード）は、1999年に東京都にて結成された日本のパンク・ロック・バンド。略称として主に『ソーリー』が用いられる。

## 来歴
1998年、心光、高見、岡本（ギター）、ヤンキー（ドラムス）の兵庫県立赤穂高等学校卒業生4人でTHE SORRY ON PARADEを結成。兵庫県内で活動をする。
1999年夏、心光の短大中退をきっかけに上京を試みるが、岡本、ヤンキーがいろいろな事情でついていけず、当時大学で福岡にいたMOPPUを誘って上京する。上京した先は高校の同級生で、当時東京の大学に通っていた長安宅。それから約半月間ワンルームですごす。
1999年秋、高見が仕事を辞め上京。心光、MOPPU、高見、長安でTHE SORRY ON PARADEを再結成する。公式にはこの時点を正式な結成時期としている。初ライブは町田ACTの地下ステージ。その後、八王子、厚木を中心に月2回のペースでライブを行う。
2001年8月、1ST DEMO CD「CHOPPER!!」を完成させる。

2001年9月、初の自主企画「言うこと聞くんが偉いんかいぇ！」を八王子RIPSで行う。その後、音楽性の違いを理由にMOPPUが脱退する。DUG OUTののりぞうがサポートギターをつとめる。

2001年12月、長安が発足させた企画チーム「長安組系健太会」が「関東パンクロック同盟　第1回総会」を八王子RIPSと八王子B.H.Cで同時に行う。「長安組系健太会」という名前は当時、八王子B.H.Cのブッキングマネージャーをしていたマキシマム ザ ホルモンのダイスケはんが命名。
2002年1月、JET機よういちが新ギタリストとして正式に加わる。

2002年8月、RIPE RIPSより1st ミニアルバム「御免連射式突撃団」をリリースする。

2003年1月、RIPE RIPSより1st シングル「サイクロン」をリリースする。その後、EGO LABELに移籍。

2003年5月、マキシマム ザ ホルモンと「SORRY＆ホルモン　恋の街脱出ツアー」を行う。（5月12日 - 22日）

2003年6月、EGO MUSICより2nd ミニアルバム「3本マッチは燃えているんだ」をリリースする。

2003年7月、バーニー動物病院と「SORRY＆バーニー合同ツアー」を行う。（7月3日 - 5日）

2003年12月、ザ★ボンと「SORRY＆ボン　トキメキ合同ツアー」を行う。（12月9日 - 12日）

2004年2月、EGO MUSICより3rd ミニアルバム「THE SORRY ON PARADE」をリリースする。

2004年8月、兵庫県赤穂市ハーモニーホールで初のワンマンライブを行う。その後、長安、JET機よういちが脱退する。
2004年9月、児玉和人が新ギタリストに、馬場誠が新ドラムスとして加入する。

2007年11月、タイガーサウンドレコードがリリースしたオムニバスCD「HOT BRAIN 恋とロックンロール」に2曲参加。

2009年1月、タイガーサウンドレコードより4th ミニアルバム「キロメター」をリリース。このリリースを記念して新宿ACBでワンマンライブを行う。

2010年、児玉和人が脱退。現在、加藤祐がサポートギターをつとめる。

## メンバー
- 心光　賢（しんみつ　けん、1978年 - ) ボーカル

兵庫県赤穂市出身。血液型B型。
PM；という名で絵も書いている。
- 高見　慎司（たかみ しんじ、1978年 - ） ベース

兵庫県赤穂市出身。血液型B型。
- 馬場　誠（ばば まこと、1976年 - ） ドラムス

宮崎県都城市出身。血液型A型。

### サポートメンバー
- 加藤　祐（かとう　ゆう、1984年 - ） ギター

東京都世田谷区出身。血液型A型。

### 元メンバー
- 児玉　和人（こだま かずと、1976年 - ）  ギター

宮崎県都城市出身。
- 長安　健太（ながやす けんた、1978年 - ） ドラムス

兵庫県赤穂市出身。血液型A型。脱退後、地元兵庫県赤穂市で小学校の教師をしている。2010年から母校である赤穂小学校に勤務。小学生が赤穂義士を覚えられるようにと「四十七士おぼえうた」を作詞、作曲し地元で話題となる。また、金管バンドクラブ担当として、2018年には関西小学校バンドフェスティバルで金賞受賞&関西代表として、大阪城ホールで行われた「第38回全日本小学生バンドフェスティバル」に出演。初出場で銀賞受賞。
20
- JET機よういち（じぇっとき よういち、1979年 - ） ギター

愛知県出身。血液型A型。脱退後、the droogiesに加入。
- MOPPU（本名　引本光昭（ひきもと　みつあき）、1978年 - ） ギター

兵庫県赤穂市出身。血液型B型。2010年の下北沢のライブでサポートギターとして約9年ぶりにステージに立つ。

## 作品

### シングル
1. 「サイクロン」（2003年1月29日）RR-1007
1.サイクロン
2.御免連射式突撃団のテーマ（S.E)〜真ッ赤ナ夕日二染マッタ嘘（LIVE at 下北沢屋根裏）
3.月夜の男（feat 海北大輔 from LOST IN TIME）
4.黄金バット（LIVE at 下北沢屋根裏）

### ミニアルバム
1. 「御免連射式突撃団」（2002年8月7日）RR-1006
1. 真ッ赤ナ夕日二染マッタ嘘
2ヤブキ
3.H.O.N.D.A
4.若者の詩
5.ラララ
6.小さな島での恋の歌
2. 「3本マッチは燃えているんだ」（2003年6月25日）EGCC-2013
1.ならずもの
2.でくの坊
3.ナンシー
4.風来坊
5.人生計算機
6.銀のシャベル
3. 「THE SORRY ON PARADE」（2004年2月19日）EGCC-2017
1.intro
2.69コヨーテース
3.2丁拳銃のブルースマン
4.レブル
5.カサンドラ
6.ボギー
7.播州の男
8.FLY
4. 「キロメター」（2009年1月11日）TGSR-0005
1.イチニッサン
2.ビンボードンキ
3.ケンとメリー
4.モータリージェネレーション
5.死ね俺
6.僕のラヂオ
7.三日月のハンチング

### オムニバス
1. 「HOT BRAIN 恋とロックンロール!!」（2007年11月30日）TGSR-0001
3.ライヂングサン
13.八王子の戌

### その他参加作品
1. 日本テレビ系アニメ『エアマスター』エンディングテーマ「ROLLING1000tOON」（マキシマム ザ ホルモン）（2003年）
長安が声で参加[2]（最後に「どーい」と言っているのが長安）
2. マキシマム ザ ホルモン「延髄突き割る」（2003年9月3日）
1.ROLLING1000tOON
2.恋のスウィート糞メリケン
メンバー全員がゲストコーラスとして参加[3]
3. LOST IN TIME「あなたは生きている/秘密」(2004年11月10日）
2.秘密
長安がゲストコーラスとして参加[4]

### 雑誌
1. 「オリコン月刊データベース」（2004年1月25日）
2. 「indies issue」（2004年1月29日）
3. 「CDデータ」（2004年2月5日）
4. 「ぴあ・中部版」（2004年2月9日）
5. 「CDジャーナル」3月号（2004年2月19日）
6. 「CD HITS!」（2004年2月20日）
7. 「ROCK'in ON JAPAN」（2004年2月20日）
8. 「すたんぴーど」（2004年2月25日）

### 新聞
1. 1月22日号　「神戸新聞」（2004年1月22日）
2. 2月7日号「毎日新聞」（2004年2月7日）
3. 2月26日号「朝日新聞」（2004年2月26日）